# Ratpenat trident de Trouessart
El ratpenat trident de Trouessart (Paratriaenops furculus) és una espècie de ratpenat de la família dels rinonictèrids. Viu a Madagascar i les Seychelles. El seu hàbitat natural són els boscos baixos caducifolis i espinosos al sud i l'oest. No hi ha cap amenaça significativa per a la supervivència d'aquesta espècie, tot i que està afectada per la pertorbació en les coves.